# Целна (Алба)
Целна (рум. Țelna) насеље је у Румунији у округу Алба у општини Игиу. Oпштина се налази на надморској висини од 325 m.

## Историја
Према државном шематизму православног клира Угарске 1846. године у месту је било 145 породица. Месни парох је био архиђакон поп Григорије Рац (Србин).

## Становништво
Према подацима из 2002. године у насељу је живело 1120 становника, од којих су сви румунске националности.